# 모리시타역 (도쿄도)
모리시타역(일본어: 森下駅, もりしたえき)은 일본 도쿄도 고토구에 있는 철도역이다.

## 승강장

### 도영 신주쿠 선
- 승강장 형태: 섬식 승강장 1면 2선

| 1 | ○ 도영 지하철 신주쿠 선 | 바쿠로요코야마·신주쿠·사사즈카·하시모토 방면 |
| 2 | ○ 도영 지하철 신주쿠 선 | 오지마·모토야와타 방면                       |

### 도영 오에도 선
- 승강장 형태: 섬식 승강장 1면 2선

| 3 | ○ 도영 지하철 오에도 선 | 료고쿠·이다바시 방면 (내선 순환) |
| 4 | ○ 도영 지하철 오에도 선 | 다이몬·롯폰기 방면 (외선 순환)   |

## 역 역사
- 1978년 12월 21일: 신주쿠 선 역이 영업 개시.
- 2000년 12월 12일: 오에도 선 역이 영업 개시, 신주쿠 선 급행 정차 개시.

## 인접한 역들
| 도쿄 도 교통국 ○ 지하철 10호선 신주쿠 선 | 도쿄 도 교통국 ○ 지하철 10호선 신주쿠 선 | 도쿄 도 교통국 ○ 지하철 10호선 신주쿠 선 |
| ---------------------------------------- | ---------------------------------------- | ---------------------------------------- |
| S 09 바쿠로요코야마 신주쿠 방면          | 신주쿠 선 급행                           | 오지마 S 15 모토야와타 방면              |
| S 10 하마초 신주쿠 방면                  | 신주쿠 선 통근 쾌속 쾌속 각역 정차       | 기쿠카와 S 12 모토야와타 방면            |
| 도쿄 도 교통국 ○ 지하철 12호선 오에도 선 |                                          |                                          |
| E 12 료고쿠 내선 순환                    | 오에도 선                                | 기요스미시라카와 E 14 외선 순환          |